# سونگ یو-هیون
سونگ یو-هیون (کره‌ای: 송유현؛ زادهٔ ۸ ژانویه ۱۹۸۳) بازیگر اهل کره جنوبی است. او فارغ‌التحصیل دانشگاه ملی هنرهای کره از دپارتمان بازیگری است. او حرفهٔ بازیگری خود را در سال ۲۰۰۱ آعاز کرد و از آن زمان در فیلم‌ها و مجموعه‌های تلویزیونی مختلفی بازی کرده‌است. او به خاطر ایفای نقش در غریبه‌هایی از جهنم (۲۰۱۹) و دوباره هجده سالگی (۲۰۲۰) شناخته می‌شود. او در فیلم‌هایی همچون میت (۲۰۱۹) و نیمه‌شب (۲۰۲۱) بازی کرده‌است. از آثار دیگری که در آنها ایفای نقش کرده‌است می‌توان به سیگنال و بازمانده برگزیده: ۶۰ روز اشاره کرد.